# Großfahner
Großfahner est une commune allemande de l'arrondissement de Gotha en Thuringe, qui fait partie de la communauté d'administration Fahner Höhe (Verwaltungsgemeinschaft Fahner Höhe).

## Géographie

Situation de la commune (en rouge) dans l'arrondissement de Gotha

Großfahner est située au nord de l'arrondissement, dans le bassin de Thuringe au nord-est des collines de Fahner sur la rivière Jordan, affluent de la Gera, à 18 km au nord-est de Gotha, le chef-lieu de l'arrondissement. Großfahner fait partie de la communauté d'administration Fahner Höhe.
Le barrage (ou réservoir) de Dachwig, situé au nord-est de la commune, a été mis en service en 1976 pour l'irrigation des surfaces agricoles jusqu'en 1990. Il est depuis une réserve naturelle.
Communes limitrophes (en commençant par le nord et dans le sens des aiguilles d'une montre) : Döllstädt, Dachwig, Gierstädt et Eschenbergen.

## Histoire
La première mention du village date de 786 dans une liste de marchandises destinées à l'abbaye de Hersfeld et provenant de l'archevêque Lull. Le village est aussi cité le 18 mai 874 dans la querelle opposant l'abbaye de Fulda et l'archevêché de Mayence quant à la perception de la dîme en Thuringe et tranchée au profit de l'abbé de Fulda par le roi Louis II de Germanie.
Au XIIIe siècle, le village est rattaché au landgraviat de Thuringe. Il entre en 1412 en possession de la famille de Seebach qui seront les seigneurs du village jusqu'en 1945.
Großfahner a fait partie du duché de Saxe-Cobourg-Gotha (cercle de Gotha).
En 1922, après la création du land de Thuringe, Großfahner est intégré au nouvel arrondissement de Gotha avant de rejoindre le district d'Erfurt en 1949 pendant la période de la République démocratique allemande jusqu'en 1990.

## Démographie
| 1910 | 1925 | 1933  | 1939 | 1995 | 2000 | 2005 | 2010 |
| ---- | ---- | ----- | ---- | ---- | ---- | ---- | ---- |
| 857  | 949  | 1 018 | 912  | 874  | 906  | 899  | 850  |

## Communications
La commune est traversée par la route L1027 Gotha-Bad Tennstedt qui rejoint Döllstädt et Gierstädt.